# Zombie Massacre Live!
Zombie Massacre Live! är det amerikanska death metal-bandet Morticians första livealbum. Albumet gavs ut 2004 av skivbolaget Mortician Records.

## Låtförteckning
1. "Chainsaw Dismemberment" – 1:48
2. "Zombie Apocalypse" – 2:13
3. "The Hatchet Murders" – 1:39
4. "Worms" – 0:49
5. "Bonecrusher" – 1:19
6. "Redrum" – 3:03
7. "The Final Bloodbath" – 1:34
8. "Driller Killer" – 0:55
9. "Slaughtered" – 1:29
10. "The Crazies" – 1:09
11. "Mortician" – 2:48
12. "Dr. Gore" – 1:49
13. "Lord of the Dead" – 2:44
14. "Witches Coven" – 3:28
15. "Hacked Up for Barbecue" – 2:44
16. "Chainsaw Dismemberment" – 1:47
17. "Drilling for Brains" – 0:59
18. "Zombie Apocalypse" – 2:00
19. "Brutally Mutilated" – 0:54
20. "Defiler of the Dead" – 1:23
21. "World Damnation" – 1:45
22. "Dr. Gore" – 1:48
23. "Martin the Vampire" – 1:42
24. "Driller Killer" – 0:52
25. "Extinction of Mankind" – 0:42
26. "Witches Coven" – 2:29
27. "Lord of the Dead" – 2:22
28. "Blown to Pieces" – 1:26
29. "Embalmed Alive" – 1:01
30. "The Bloodseekers" – 1:25
31. "Inquisition" – 1:39
32. "Dead and Burried" – 2:35
33. "Rampage" – 1:24
34. "Silent Night Deadly Night" – 1:33
35. "Darkest Day of Horror" – 1:53
36. "Domain of Death" – 3:33
37. "Cremated" – 1:39

Låtarna är samlade från 6 olika live-framträdanden.
- Spår 1–14: 3 februari 2002, Vera, Nederländerna
- Spår 15–27: 13 oktober 2001, Cardi's, Houston, Texas
- Spår 28–29: 7 oktober 2001, The Whiskey A-Go-Go, Los Angeles, Kalifornien
- Spår 30–35: 2 oktober 2002, The Whiskey A-Go-Go, Los Angeles, Kalifornien
- Spår 36: 13 april 2001, Strasbourg, Frankrike
- Spår 37: 11 november 2000, November to Dismember, San Diego, Kalifornien

## Medverkande
Musiker (Mortician-medlemmar)
- Will Rahmer – basgitarr, sång
- Roger J. Beaujard – trummor
- Ron Kachnic – gitarr

Produktion
- Roger J. Beaujard – omslagsdesign
- Toshihiro Egawa – omslagskonst